# Rincón de Ballesteros
El Rincón de Ballesteros és una pedania de Càceres, està situada a 39 quilòmetres a sud de la ciutat, entre els límits provincials de Càceres i Badajoz. És un poble petit, té 219 habitants censats l'any 2006 i una població real d'una mica més de 150.

## Localització
S'ubica a la falda de la Serra de San Pedro, concretament, en una muntanya anomenada La Perenguana. Els dilluns, dimecres i divendres efectua 2 viatges al dia un microbús de la línea RB Càceres-Rincón de Ballesteros.
Les coordenades geofísiques són: UTM ED-50 x:725285, 1 y:4342023,51 Fus:29

## Història
Fundat prop de 1952 com a poble de colonització per als nombrosos bracers i yunteros en atur dels voltants, en un latifundi de 2.903 hectàrees d'alzines sureres i garriga que va ser comprat per l'Institut Nacional de Colonització. Aquesta finca va ser repartida entre 90 colons d'Alcuéscar, Cordobilla de Lácara, Carmonita, Valdefuentes, Albalá i una família de Casas de Don Antonio. A cadascun li van lliurar cinc parcel·les de cinc hectàrees i una casa amb annexos.

## Ermita de la Perénguana
És una ermita construïda a l'època moderna amb maons i amb portes de ferro. Aquesta institució es troba a la Serra de San Pedro, que pertany al Rincón de Ballesteros. Per accedir-hi a la muntanya on es troba, s'ha d'entravessar un camí rural ple d'alzines i sureres, a més s'ha de pujar 205 escales.
L'ermita rep aquest nom per la figura que hi protagonitza l'interior, una verge amb un nen agafat que s'anomena Verge de la Perénguana.

## Festes locals
Les seves festes locals se celebren independentment que les de Càceres, el romiatge és el segon diumenge de Maig, on tots els raconers i la gent de fóra es van a celebrar-la a l'anomenat ‘’Racó Vell'’ a uns 2 quilòmetres del poble. El patró és Sant Isidre Llaurador, celebrat el 15 de Maig, i la patrona Nostra Senyora de Guadalupe, celebrada el 8 de Setembre que coincideix amb el dia de la Comunitat d'Extremadura.